# Copa Federación de Santa Fe 2017
La Copa Federación 2017 fue la undécima edición de esa competición oficial, organizada por la Federación Santafesina de Fútbol, en la que participan equipos representantes de las 19 ligas afiliadas a dicha federación.
Consagró campeón al Club Atlético San Jorge, club afiliado a la Liga Departamental de Fútbol San Martín, que logró de esta manera su segundo título. Se definió también la clasificación a la Copa Santa Fe 2017.

## Sistema de disputa
Los 16 equipos participantes disputaron una serie de eliminatorias a ida y vuelta, hasta consagrar al campeón. El torneo estuvo compuesto por cuatro etapas: octavos de final, cuartos de final, semifinales y final. Si una serie finalizó empatada en el global, se definió por penales.

## Equipos participantes
| Liga                                             | Equipo                    | Ciudad                          | Departamento     |
| ------------------------------------------------ | ------------------------- | ------------------------------- | ---------------- |
| Asociación Rosarina de Fútbol 2 equipos          | Alianza Sport General Paz | Rosario Villa Gobernador Gálvez | Rosario          |
| Liga Cañadense de Fútbol 1 equipo                | Atlético Correa           | Correa                          | Iriondo          |
| Liga Casildense de Fútbol Sin equipos            |                           |                                 |                  |
| Liga de Fútbol Regional del Sud Sin equipos      |                           |                                 |                  |
| Liga Departamental de Fútbol San Martín 1 equipo | Atlético San Jorge        | San Jorge                       | San Martín       |
| Liga Deportiva del Sur 1 equipo                  | Blanco y Negro            | Alcorta                         | Constitución     |
| Liga Esperancina de Fútbol 1 equipo              | Defensores del Oeste      | Esperanza                       | Las Colonias     |
| Liga Galvense de Fútbol 1 equipo                 | Santa Paula               | Gálvez                          | San Jerónimo     |
| Liga Interprovincial de Fútbol Sin equipos       |                           |                                 |                  |
| Liga Ocampense de Fútbol 2 equipos               | Florencia Cicles Huracán  | Florencia Villa Ocampo          | General Obligado |
| Liga Rafaelina de Fútbol Sin equipos             |                           |                                 |                  |
| Liga Reconquistense de Fútbol 1 equipo           | Romang FC                 | Romang                          | San Javier       |
| Liga Regional Ceresina de Fútbol 1 equipo        | Unión                     | Arrufó                          | San Cristóbal    |
| Liga Regional Paivense de Fútbol 1 equipo        | El Pirata                 | Los Zapallos                    | Garay            |
| Liga Regional Sanlorencina de Fútbol 1 equipo    | Beltrán FC                | Fray Luis Beltrán               | San Lorenzo      |
| Liga Regional Totorense de Fútbol 1 equipo       | Totoras Juniors           | Totoras                         | Iriondo          |
| Liga Santafesina de Fútbol 1 equipo              | El Cadi                   | San José del Rincón             | La Capital       |
| Liga Venadense de Fútbol Sin equipos             |                           |                                 |                  |
| Liga Verense de Fútbol 1 equipo                  | Unión                     | Gobernador Crespo               | San Justo        |

## Fase eliminatoria

### Cuadro de desarrollo
|  | Octavos de final            | Octavos de final            | Octavos de final            | Octavos de final            |   |                    | Cuartos de final    | Cuartos de final    | Cuartos de final    | Cuartos de final    |  |                      | Semifinales                 | Semifinales                 | Semifinales                 | Semifinales                 |  |                      | Final            | Final            | Final            | Final            |  |
|  | 29 de enero al 5 de febrero | 29 de enero al 5 de febrero | 29 de enero al 5 de febrero | 29 de enero al 5 de febrero |   |                    | 11 al 19 de febrero | 11 al 19 de febrero | 11 al 19 de febrero | 11 al 19 de febrero |  |                      | 26 de febrero al 5 de marzo | 26 de febrero al 5 de marzo | 26 de febrero al 5 de marzo | 26 de febrero al 5 de marzo |  |                      | 12 y 19 de marzo | 12 y 19 de marzo | 12 y 19 de marzo | 12 y 19 de marzo |  |
|  |                             |                             |                             |                             |   |                    |                     |                     |                     |                     |  |                      |                             |                             |                             |                             |  |                      |                  |                  |                  |                  |  |
|  |                             |                             |                             |                             |   |                    |                     |                     |                     |                     |  |                      |                             |                             |                             |                             |  |                      |                  |                  |                  |                  |  |
|  | Romang FC                   | 5                           | 3                           | 8                           |   |                    |                     |                     |                     |                     |  |                      |                             |                             |                             |                             |  |                      |                  |                  |                  |                  |  |
|  | Romang FC                   | 5                           | 3                           | 8                           |   |                    |                     |                     |                     |                     |  |                      |                             |                             |                             |                             |  |                      |                  |                  |                  |                  |  |
|  | Florencia Cicles            | 2                           | 2                           | 4                           |   |                    |                     |                     |                     |                     |  |                      |                             |                             |                             |                             |  |                      |                  |                  |                  |                  |  |
|  | Florencia Cicles            | 2                           | 2                           | 4                           |   | Romang FC          | 2                   | 2                   | 4 (3)               |                     |  |                      |                             |                             |                             |                             |  |                      |                  |                  |                  |                  |  |
|  |                             |                             |                             |                             |   | Romang FC          | 2                   | 2                   | 4 (3)               |                     |  |                      |                             |                             |                             |                             |  |                      |                  |                  |                  |                  |  |
|  |                             |                             | Huracán (VO) (p.)           | 2                           | 2 | 4 (5)              |                     |                     |                     |                     |  |                      |                             |                             |                             |                             |  |                      |                  |                  |                  |                  |  |
|  | Huracán (VO) (p.)           | 0                           | Huracán (VO) (p.)           | 2                           | 2 | 4 (5)              | 2                   | 2 (4)               |                     |                     |  |                      |                             |                             |                             |                             |  |                      |                  |                  |                  |                  |  |
|  | Huracán (VO) (p.)           | 0                           |                             |                             |   |                    |                     |                     |                     |                     |  |                      |                             |                             |                             |                             |  |                      |                  |                  |                  |                  |  |
|  | Unión (GC)                  | 1                           | 1                           | 2 (2)                       |   |                    |                     |                     |                     |                     |  |                      |                             |                             |                             |                             |  |                      |                  |                  |                  |                  |  |
|  | Unión (GC)                  | 1                           | 1                           | 2 (2)                       |   |                    |                     |                     |                     |                     |  | Defensores del Oeste | 0                           | 4                           | 4                           |                             |  |                      |                  |                  |                  |                  |  |
|  |                             |                             |                             |                             |   |                    |                     |                     |                     |                     |  | Defensores del Oeste | 0                           | 4                           | 4                           |                             |  |                      |                  |                  |                  |                  |  |
|  |                             |                             | Huracán (VO)                | 2                           | 0 | 2                  |                     |                     |                     |                     |  |                      |                             |                             |                             |                             |  |                      |                  |                  |                  |                  |  |
|  | El Pirata (LZ)              | 1                           | Huracán (VO)                | 2                           | 0 | 2                  | 0                   | 1                   |                     |                     |  |                      |                             |                             |                             |                             |  |                      |                  |                  |                  |                  |  |
|  | El Pirata (LZ)              | 1                           |                             |                             |   |                    |                     |                     |                     |                     |  |                      |                             |                             |                             |                             |  |                      |                  |                  |                  |                  |  |
|  | El Cadi                     | 2                           | 3                           | 5                           |   |                    |                     |                     |                     |                     |  |                      |                             |                             |                             |                             |  |                      |                  |                  |                  |                  |  |
|  | El Cadi                     | 2                           | 3                           | 5                           |   | El Cadi            | 1                   | 1                   | 2                   |                     |  |                      |                             |                             |                             |                             |  |                      |                  |                  |                  |                  |  |
|  |                             |                             |                             |                             |   | El Cadi            | 1                   | 1                   | 2                   |                     |  |                      |                             |                             |                             |                             |  |                      |                  |                  |                  |                  |  |
|  |                             |                             | Defensores del Oeste        | 1                           | 2 | 3                  |                     |                     |                     |                     |  |                      |                             |                             |                             |                             |  |                      |                  |                  |                  |                  |  |
|  | Defensores del Oeste        | 1                           | Defensores del Oeste        | 1                           | 2 | 3                  | 5                   | 6                   |                     |                     |  |                      |                             |                             |                             |                             |  |                      |                  |                  |                  |                  |  |
|  | Defensores del Oeste        | 1                           |                             |                             |   |                    |                     |                     |                     |                     |  |                      |                             |                             |                             |                             |  |                      |                  |                  |                  |                  |  |
|  | Unión (Arrufó)              | 1                           | 1                           | 2                           |   |                    |                     |                     |                     |                     |  |                      |                             |                             |                             |                             |  |                      |                  |                  |                  |                  |  |
|  | Unión (Arrufó)              | 1                           | 1                           | 2                           |   |                    |                     |                     |                     |                     |  |                      |                             |                             |                             |                             |  | Defensores del Oeste | 0                | 0                | 0                |                  |  |
|  |                             |                             |                             |                             |   |                    |                     |                     |                     |                     |  |                      |                             |                             |                             |                             |  | Defensores del Oeste | 0                | 0                | 0                |                  |  |
|  |                             |                             | Atlético San Jorge          | 3                           | 3 | 6                  |                     |                     |                     |                     |  |                      |                             |                             |                             |                             |  |                      |                  |                  |                  |                  |  |
|  | Santa Paula (G)             | 0                           | Atlético San Jorge          | 3                           | 3 | 6                  | 0                   | 0                   |                     |                     |  |                      |                             |                             |                             |                             |  |                      |                  |                  |                  |                  |  |
|  | Santa Paula (G)             | 0                           |                             |                             |   |                    |                     |                     |                     |                     |  |                      |                             |                             |                             |                             |  |                      |                  |                  |                  |                  |  |
|  | Atlético San Jorge          | 3                           | 2                           | 5                           |   |                    |                     |                     |                     |                     |  |                      |                             |                             |                             |                             |  |                      |                  |                  |                  |                  |  |
|  | Atlético San Jorge          | 3                           | 2                           | 5                           |   | Atlético San Jorge | 1                   | 1                   | 2                   |                     |  |                      |                             |                             |                             |                             |  |                      |                  |                  |                  |                  |  |
|  |                             |                             |                             |                             |   | Atlético San Jorge | 1                   | 1                   | 2                   |                     |  |                      |                             |                             |                             |                             |  |                      |                  |                  |                  |                  |  |
|  |                             |                             | Totoras Juniors             | 1                           | 0 | 1                  |                     |                     |                     |                     |  |                      |                             |                             |                             |                             |  |                      |                  |                  |                  |                  |  |
|  | Totoras Juniors (p.)        | 0                           | Totoras Juniors             | 1                           | 0 | 1                  | 1                   | 1 (5)               |                     |                     |  |                      |                             |                             |                             |                             |  |                      |                  |                  |                  |                  |  |
|  | Totoras Juniors (p.)        | 0                           |                             |                             |   |                    |                     |                     |                     |                     |  |                      |                             |                             |                             |                             |  |                      |                  |                  |                  |                  |  |
|  | Atlético Correa             | 1                           | 0                           | 1 (4)                       |   |                    |                     |                     |                     |                     |  |                      |                             |                             |                             |                             |  |                      |                  |                  |                  |                  |  |
|  | Atlético Correa             | 1                           | 0                           | 1 (4)                       |   |                    |                     |                     |                     |                     |  | Alianza Sport        | 0                           | 0                           | 0                           |                             |  |                      |                  |                  |                  |                  |  |
|  |                             |                             |                             |                             |   |                    |                     |                     |                     |                     |  | Alianza Sport        | 0                           | 0                           | 0                           |                             |  |                      |                  |                  |                  |                  |  |
|  |                             |                             | Atlético San Jorge          | 4                           | 2 | 6                  |                     |                     |                     |                     |  |                      |                             |                             |                             |                             |  |                      |                  |                  |                  |                  |  |
|  | Beltrán FC                  | 4                           | Atlético San Jorge          | 4                           | 2 | 6                  | 1                   | 5 (3)               |                     |                     |  |                      |                             |                             |                             |                             |  |                      |                  |                  |                  |                  |  |
|  | Beltrán FC                  | 4                           |                             |                             |   |                    |                     |                     |                     |                     |  |                      |                             |                             |                             |                             |  |                      |                  |                  |                  |                  |  |
|  | Alianza Sport (p.)          | 2                           | 3                           | 5 (4)                       |   |                    |                     |                     |                     |                     |  |                      |                             |                             |                             |                             |  |                      |                  |                  |                  |                  |  |
|  | Alianza Sport (p.)          | 2                           | 3                           | 5 (4)                       |   | Alianza Sport      | 2                   | 2                   | 4                   |                     |  |                      |                             |                             |                             |                             |  |                      |                  |                  |                  |                  |  |
|  |                             |                             |                             |                             |   | Alianza Sport      | 2                   | 2                   | 4                   |                     |  |                      |                             |                             |                             |                             |  |                      |                  |                  |                  |                  |  |
|  |                             |                             | General Paz (VGG)           | 1                           | 2 | 3                  |                     |                     |                     |                     |  |                      |                             |                             |                             |                             |  |                      |                  |                  |                  |                  |  |
|  | Blanco y Negro (A)          | 0                           | General Paz (VGG)           | 1                           | 2 | 3                  | 3                   | 3                   |                     |                     |  |                      |                             |                             |                             |                             |  |                      |                  |                  |                  |                  |  |
|  | Blanco y Negro (A)          | 0                           |                             |                             |   |                    |                     |                     |                     |                     |  |                      |                             |                             |                             |                             |  |                      |                  |                  |                  |                  |  |
|  | General Paz (VGG)           | 2                           | 2                           | 4                           |   |                    |                     |                     |                     |                     |  |                      |                             |                             |                             |                             |  |                      |                  |                  |                  |                  |  |
|  | General Paz (VGG)           | 2                           | 2                           | 4                           |   |                    |                     |                     |                     |                     |  |                      |                             |                             |                             |                             |  |                      |                  |                  |                  |                  |  |
|  |                             |                             |                             |                             |   |                    |                     |                     |                     |                     |  |                      |                             |                             |                             |                             |  |                      |                  |                  |                  |                  |  |

- Nota: En cada llave, el equipo que ocupa la primera línea es el que define la serie como local.

### Octavos de final
| Fechas                     | Local en la ida           | Global       | Local en la vuelta       | Ida | Vuelta |
| -------------------------- | ------------------------- | ------------ | ------------------------ | --- | ------ |
| 29 de enero y 5 de febrero | Florencia Cicles          | 4:8          | Romang FC                | 2:5 | 2:3    |
| 29 de enero y 5 de febrero | Unión (Gobernador Crespo) | 2:2 (2:4 p.) | Huracán (Villa Ocampo)   | 1:0 | 1:2    |
| 29 de enero y 5 de febrero | El Cadi                   | 5:1          | El Pirata (Los Zapallos) | 2:1 | 3:0    |
| 29 de enero y 5 de febrero | Unión (Arrufó)            | 2:6          | Defensores del Oeste     | 1:1 | 1:5    |
| 29 de enero y 5 de febrero | Atlético San Jorge        | 5:0          | Santa Paula (Gálvez)     | 3:0 | 2:0    |
| 29 de enero y 5 de febrero | Atlético Correa           | 1:1 (4:5 p.) | Totoras Juniors          | 1:0 | 0:1    |
| 29 de enero y 5 de febrero | Alianza Sport             | 5:5 (4:3 p.) | Beltrán FC               | 2:4 | 3:1    |
| 29 de enero y 5 de febrero | General Paz (V.G. Gálvez) | 4:3          | Blanco y Negro (Alcorta) | 2:0 | 2:3    |

### Cuartos de final
| Fechas             | Local en la ida           | Global       | Local en la vuelta | Ida | Vuelta |
| ------------------ | ------------------------- | ------------ | ------------------ | --- | ------ |
| 11 y 19 de febrero | Huracán (Villa Ocampo)    | 4:4 (5:3 p.) | Romang FC          | 2:2 | 2:2    |
| 12 y 19 de febrero | Defensores del Oeste      | 3:2          | El Cadi            | 1:1 | 2:1    |
| 12 y 19 de febrero | Totoras Juniors           | 1:2          | Atlético San Jorge | 1:1 | 0:1    |
| 12 y 19 de febrero | General Paz (V.G. Gálvez) | 3:4          | Alianza Sport      | 1:2 | 2:2    |

### Semifinales
| Fechas                     | Local en la ida        | Global | Local en la vuelta   | Ida | Vuelta |
| -------------------------- | ---------------------- | ------ | -------------------- | --- | ------ |
| 26 de febrero y 5 de marzo | Huracán (Villa Ocampo) | 2:4    | Defensores del Oeste | 2:0 | 0:4    |
| 26 de febrero y 5 de marzo | Atlético San Jorge     | 6:0    | Alianza Sport        | 4:0 | 2:0    |

### Final
| Fechas           | Local en la ida    | Global | Local en la vuelta   | Ida | Vuelta |
| ---------------- | ------------------ | ------ | -------------------- | --- | ------ |
| 12 y 19 de marzo | Atlético San Jorge | 6:0    | Defensores del Oeste | 3:0 | 3:0    |

|                                       |
|                                       |
| Campeón Atlético San Jorge 2.º título |